# Diar Rebia

Mapa da Mesopotâmia Superior com suas províncias em tempos medievais

Diar Rebia (Diyar Rabi'a; "casa de Rebia"), é o nome árabe medieval da mais oriental e maior das três províncias da Mesopotâmia Superior, as outras duas sendo Diar Baquir e Diar Modar. Segundo Baladuri, todas as três províncias foram nomeadas em honra as principais tribos árabes que foram assentadas lá por Moáuia I (r. 661–680) no curso das conquistas muçulmanas do século VII. O Diar Rebia foi assentada pela tribo dos rebiaítas, da qual os modaritas também eram um subgrupo.
Diar Rebia engloba o curso superior do rio Cabur e seus tributários, ou seja, as regiões de Tur Abdim e Bete Arábia, bem como ambas as costas do rio Tigre das cercanias de Jazirate ibne Omar ao norte para a fronteira com o Iraque na área de Ticrite no sul, incluindo os cursos inferiores do Alto e Baixo Zabe. A principal cidade da província era Moçul, com outros centros urbanos importantes em Balade, Jazirate ibne Omar, Sine, Barcaíde, Sinjar, Nísibis, Mardin e o Deserto Sírio.
A região foi atormentada pelos raides dos carmatas nos períodos omíada e abássida. Em meados do século X, permaneceu sob controle da nativa dinastia hamadânida, centrada em Moçul. O Emirado Hamadânida foi destruído pelos buídas em 980, e a província passou para controle dos ucailidas, que mantiveram-na até a conquista seljúcida no final do século XI.